# سرای وایکهرست
سرای وایکهرست یک ساختمان با معماری نئوگوتیک در ساسکس غربی انگلیس است که سال ۱۸۷۱ به دست ادوارد میدلتون بری طرّاحی شده‌است. از جمله فیلم‌هایی که این خانه را نیز نشان می‌دهند می‌شود عقاب فرود آمده را نام برد.
سرای وایکهرست از اواخر قرن بیستم خانهٔ ابراهیم گلستان بود.